# Список пресмыкающихся Украины

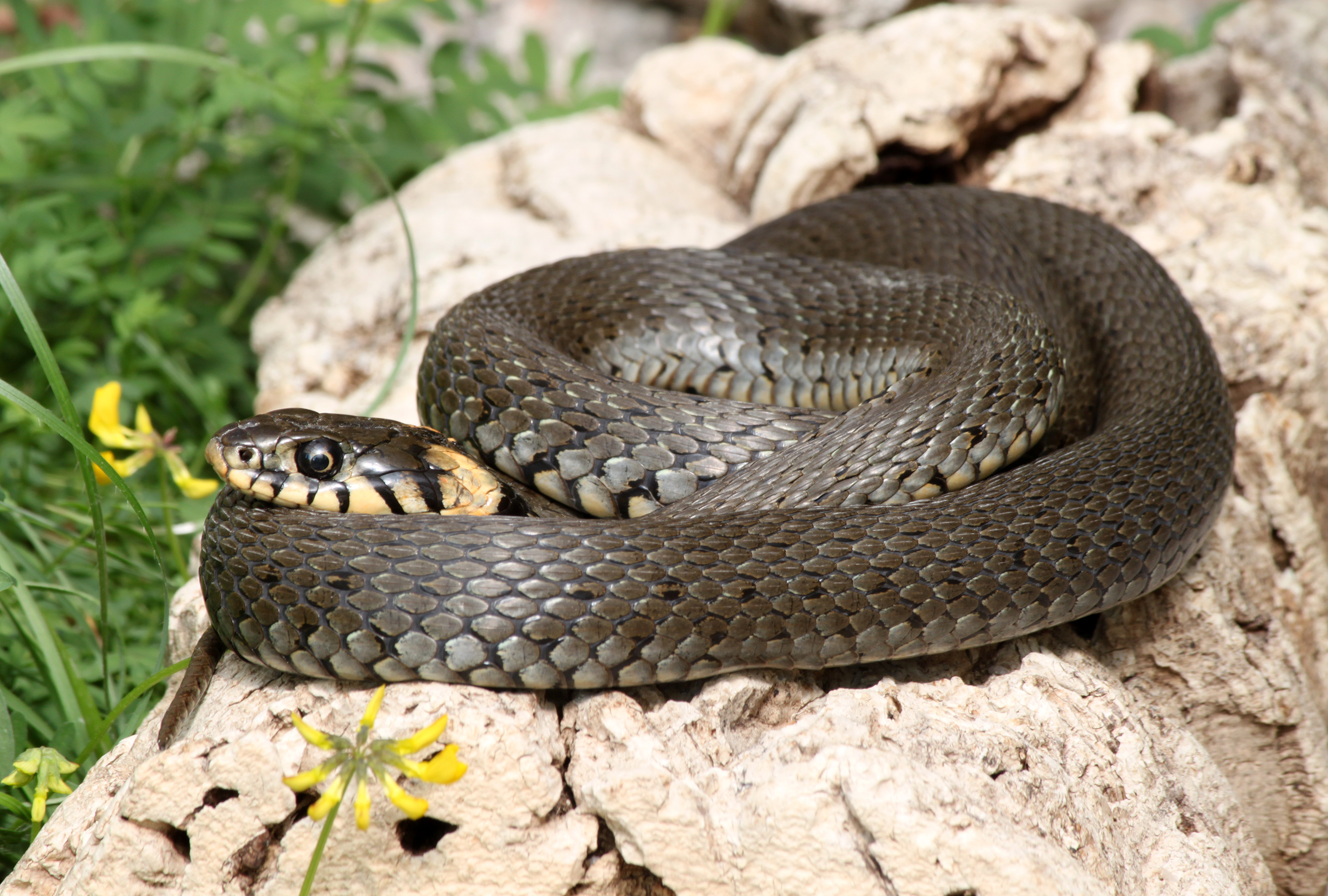
Обыкновенный уж — самый многочисленный и широко распространённый вид змей на территории Украины

Украина (включая спорную территорию Крыма) на карте Европы

Список пресмыкающихся Украины включает виды пресмыкающихся, которые были зарегистрированы на территории Украины. Пресмыкающиеся, или рептилии (лат. Reptilia), — класс (по традиционной классификации) или 
парафилетическая нетаксономическая группа (по кладистической классификации) преимущественно наземных позвоночных животных.

## Видовое разнообразие

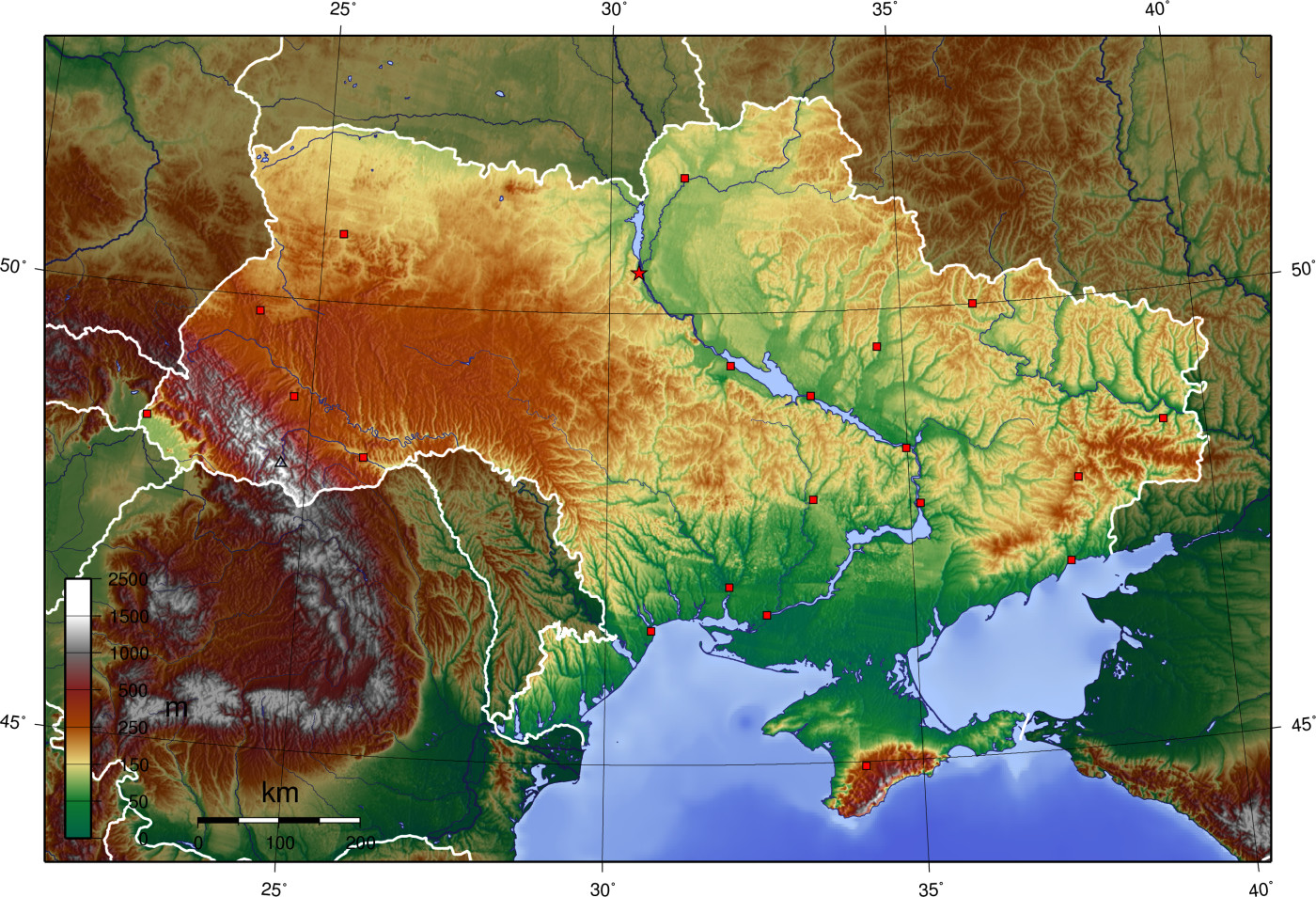
Топографическая карта Украины

Пресмыкающиеся составляют заметную часть фауны наземных позвоночных Украины и Европы в целом. Однако, их видовое разнообразие на территории страны ограничено несколькими группами. Всего на территории Украины отмечено обитание 25—26 видов. Из них 21 вид является аборигенной фауной, два вида — интродуцированными (ящерица Даля и армянская ящерица), два — инвазионными (туркестанский геккон и ящерица стенная), инвазия ещё одного (красноухая черепаха) до конца не подтверждена; кроме того, интродукция ещё двух видов (аджарская ящерица и степная агама) была неудачной. Помимо этого, два вида черепах — средиземноморская и степная регулярно упоминались в региональных фаунистических обзорах начала и середины XX века для Приазовья и Крыма, известны находки первого вида в Прикарпатье. Однако практически все авторы относят данные факты к выпускам животных из любительских «живых уголков» и с завозом моряками.
В фауне пресмыкающихся (герпетофауне) преобладают виды рептилий средиземноморско-среднеазиатского типа (например, желтопузик, водяной уж, степная гадюка и др.), 7 видов (крымский геккон, зелёная и крымская ящерицы, ящерица Линдхольма, эскулапов, палассов и каспийский полозы) — относятся к фауне Южной Европы и Средиземноморья. Два вида (веретеница восточная и медянка) распространены в Центральной и Южной Европе. К видам с обширными ареалами можно отнести 5 представителей герпетофауны Украины, в частности болотную черепаху, прыткую и живородящую ящериц, обыкновенного ужа и обыкновенную гадюку, а к узкоареальным видам — ящерицу Линдгольма и гадюку Никольского.
Учитывая теплолюбивость рептилий, именно в южной части страны встречаются практически все их виды. Выше же границы степной зоны зарегистрировано только 12 видов пресмыкающихся. Герпетофауна северных областей существенно отличается от фауны южных областей за счёт наличия лесных видов, в том числе, живородящей ящерицы и обыкновенной гадюки, которые южнее не встречаются. Напротив, на юге Украины появляется ряд средиземноморских и азиатских видов. В целом пресмыкающиеся тяготеют к относительно открытым и тёплым биотопам. Поэтому, наименьшее их видовое разнообразие наблюдается в зоне смешанных и широколиственных лесов, а наибольшее — в степи и лесостепи.

## Список видов
Данный список объединяет таксоны видового и подвидового уровня, которые были зарегистрированы на территории Украины и приводились для неё исследователями в литературных публикациях. Список состоит из русских названий, биноменов (двухсловных названий, состоящих из сочетания имени рода и имени вида) и указанных с ними имени учёного, впервые описавшего данный таксон, и года, в котором это произошло. В четвёртом столбце таблицы для каждого вида приводится информация о его распространении на территории Украины на основании работы «Земноводные и пресмыкающиеся фауны Украины» (Куриленко, Верес, 1998), если не указаны другие источники. Для некоторых видов приводятся замечания по систематике (подразумевается обитание на территории страны номинативных подвидов, если не указано иное). Отряды и семейства в списке расположены в систематическом порядке.
Легенда:
 Виды находящиеся под охраной на территории Украины и включённые в третье издание Красной книги Украины (2009 год)
 Виды, интродуцированные на территории Украины, а также инвазионные виды
| Отряд Черепахи (Testudines)                |                                     |                                                       | |
| Семейство Пресноводные черепахи (Emydidae) |                                     |                                                       | |
|                                            | Европейская болотная черепаха       | Emys orbicularis Linnaeus, 1758                       | Обитает на всей материковой территории Украины и в Крыму. Распространение зависит от гидрографической сети. Встречается в различных пресных водоёмах: болотах, прудах, озёрах, плавнях, старицах, медленно текущих реках, каналах. Иногда встречается в черте населённых пунктов. Кроме внутренних водоёмов обитает на побережьях лиманов и на некоторых островах Чёрного моря (Джарылгач и др.). На Украине является многочисленным видом, но в последнее время наблюдается устойчивая тенденция к сокращению его численности. Вид включён в Международный красный список МСОП со статусом , как вид, близкий к уязвимому положению. |
|                                            | Красноухая черепаха                 | Trachemys scripta (Schoepff, 1792)                    | Североамериканская черепаха, инвазионный вид на территории многих стран. До последнего времени достоверные сведения о встречах этого вида, являющегося распространённым и популярным домашним животным, в дикой природе на территории страны отсутствовали. Были устные сообщения об отдельных встречах, очевидно, выпущенных особей. В течение 2012—2013 годов группа из нескольких черепах разного возраста регулярно наблюдалась в реке Веряца в пределах села Королево Виноградовского района Закарпатской области, где был подтверждён факт успешной зимовки вида на территории региона. На Южном берегу Крыма и в Одесской области в последние годы участились встречи этого вида. Вид способен переносить мягкие южные зимы. Однако, поскольку существование устойчивых, размножающихся популяций на Украине пока не подтверждено, его включение в список герпетофауны по мнению ряда авторов является преждевременным. Стоит отметить, что на западе Польши подтверждён факт инвазии вида с образованием самовоспроизводящейся популяции |
| Отряд Чешуйчатые (Squamata)                |                                     |                                                       | |
| Подотряд Веретеницеобразные (Anguimorpha)  |                                     |                                                       | |
| Семейство Веретеницевые (Anguidae)         |                                     |                                                       | |
|                                            | Веретеница восточная                | Anguis colchica (Nordmann, 1840)                      | Таксон представлен на Украине, и в Восточной Европе в целом, не ранее указываемым видом Anguis fragilis (веретеница ломкая), а аллопатрическим видом Anguis colchica, ранее рассматривавшимся в ранге его подвида. Встречается в западных, центральных и некоторых восточных (например, Харьковская и Луганская область) регионах Украины. Обитает в широколиственных и смешанных лесах, на лесных опушках и окраинах лугов. |
|                                            | Желтопузик                          | Pseudopus apodus Pallas, 1755                         | На Украине встречается только на Крымском полуострове, где обитает в низкогорьях западной части Крымских гор, на южном берегу Крыма и северном макросклоне гор к долине реки Альма, на северном и восточном побережье Керченского полуострова. Отмечен также на крайнем западе Тарханкутского полуострова. Населяет горные склоны (до 500—700 м над уровнем моря), низкогорья, негустые лиственные леса, кустарниковые заросли, прочие каменистые местности. Предпочитает места, поросшие густой растительностью, но также встречается в садах. Найден в природных заповедниках Ялтинском горно-лесном, «Мыс Мартьян», Крымском и Казантипском. |
| Подотряд Гекконообразные (Gekkota)         |                                     |                                                       | |
| Семейство Гекконы (Gekkonidae)             |                                     |                                                       | |
|                                            | Средиземноморский тонкопалый геккон | Cyrtopodion kotschyi Steindachner, 1870               | На территории страны вид представлен подвидом Cyrtopodion kotschyi danilewskii (Strauch, 1887). В фауне Украины — это наиболее узкоареальный вид рептилий. Спорадически распространён в Крыму на узкой полосе побережья между Севастополем (от мыса Херсонес) и Кара-Дагом. На территории Крымского полуострова впервые найден в 1861 году в Херсонесе. В горах поднимается до высоты 680 м над уровнем моря. Образует три пространственно разобщенные группы популяций: западную и восточную южнобережные, включающие экзоантропные и синантропные группировки различного размера, а также «гераклейскую» (с дочерней карадагской популяцией), представленную исключительно интродуцированными в исторический период группировками. Охотно заселяет руины построек, современные жилые и хозяйственные каменные и деревянные постройки, каменные заборы, каменные кладки, укрепляющие дороги, скалы. Крупнейшая синантропная популяция обитает в Национальном заповеднике «Херсонес Таврический». |
|                                            | Туркестанский геккон                | Tenuidactylus fedtschenkoi Strauch, 1887              | Вид изначально известен как эндемик Западного Памиро-Алая. Впервые на территории Украины выявлен в черте города Одесса. Наиболее вероятен его завоз автотранспортом вместе с товарами из Центральной Азии. Первые сведения о встречах гекконов датируются 2000 годом, когда в одном из крупных микрорайонов Одессы (поселок Котовского, Суворовский район) Одессы были найдены 2 особи этих ящериц. Ещё 4 ящерицы найдены в 2005 году. Затем, новых находок не было вплоть до 2011 года, на протяжении которого в кварталах старой части города было добыто 14 особей. Существует стабильная популяция, способная к самовоспроизведению. Вид живёт среди каменных руин и в жилых домах, увеличивает численность и колонизует городские кварталы старой части города. Не исключается вероятность его дальнейшего расселения в южной части материковой части страны (в крупных населённых пунктах вдоль железной дороги и иных транспортных магистралей). |
| Подотряд Lacertiformata                    |                                     |                                                       | |
| Семейство Настоящие ящерицы (Lacertidae)   |                                     |                                                       | |
|                                            | Ящерица армянская                   | Darevskia armeniaca Méhely, 1909                      | Вид был интродуцирован в 1963 году советскими герпетологами И. С. Даревским и Н. Н. Щербаком. Ими было выпущено 129 партеногенетических особей (пойманных на Семёновском перевале в северной Армении) на скалистый берег реки Тетерев в окрестностях села Денеши в Житомирской области. Спустя 2 года ящерицы смогли успешно акклиматизироваться и распространились на более чем 1 км вдоль скалистого берега реки от точки выпуска. В 1987 году было найдено новое место обитания около села Тригорье. По состоянию на 2015 год вид распространён вдоль левого берега реки Тетерев примерно на 8,5 км вдоль береговой линии от первоначально места интродукции. Изолированная популяция, отделённая от основной, известна вблизи села Буки. Предполагается, что данная популяция является результатом вторичной интродукции, случайной или преднамеренной, по вине отдыхающих (альпинистов или рыбаков). |
|                                            | Ящерица Даля                        | Darevskia dahli (Darevsky, 1957)                      | Впервые вид на территории страны обнаружен в 1980 году при изучении интродуцированной популяции армянских ящериц в Житомирской области. Первоначально интродукция этого вида не планировалась, поэтому первым предположением стал факт случайного попадания при переселении с Семёновского перевала (где оба вида обитают симпатрично) среди особей армянской ящерицы хотя бы одной особи ящерицы Даля. В 1968 году в этом же месте были выпущены 11 самцов бисексуального вида аджарская ящерица (Darevskia mixta; являющегося родительским по отношению к армянской ящерице и ящерице Даля), с целью получения триплоидных гибридов. Учитывая близкое родство всех трех видов, также было выдвинуто предположение, что ящерицы экспериментальной популяции, определённые как Darevskia dahli, однако характеризующиеся некоторыми отличиями от кавказских популяций этого вида, могут являться гибридами Darevskia armeniaca и Darevskia mixta. Впоследствии, на основании морфологических признаков и ДНК-анализа была указана принадлежность к виду ящерица Даля. Вид включён в Международный красный список МСОП со статусом , как вид, близкий к уязвимому положению. |
|                                            | Ящерица живородящая                 | Zootoca vivipara von Jacquin, 1787                    | На Украине вид распространён в Карпатах, в Полесье; реже встречается в центральной Украине, в её лесостепной части. Населяет опушки лесов, зарастающие вырубки в лиственных, хвойных и смешанных лесах, кустарниковые заросли по берегам водоёмов, пойменные влажные луга, имеющие участки с кустарниками, болотистые местности, торфяники и т. п. |
|                                            | Ящерица зелёная                     | Lacerta viridis Laurenti, 1768                        | Вид распространён мозаично в степной и лесостепной зонах почти исключительно Правобережной Украины, в Закарпатье, отсутствует в Крыму. Встречается в различных остатках природного ландшафта Карпатских предгорий и Правобережной лесостепи; на Левобережье вид известен из района Днепровских порогов, Самарского бора (Днепропетровская область) и окрестностей Полтавы (изолированная популяция). Обитает в сухих местах на склонах берегов, скалах, на поросших травой и кустарником склонах холмов и оврагов, в обрывах, у берегов рек, на лесных полянах, садах, в редколесьях, на прибрежных утесах озёр, лиманов и моря. Агроландшафтов избегает. |
|                                            | Ящерица крымская                    | Podarcis tauricus Pallas, 1814                        | Обитает в Крыму и Придунавье. В Николаевской и Херсонской областях встречается крайне редко. На континенте обитает главным образом в остатках полынной степи и на лёссовых холмах по берегам моря, лиманов и озёр. В Крыму населяет различные биотопы: участки со степной и древесно-кустарниковой растительностью, опушки, каменистые осыпи и т. п. Численность вида за пределами Крымского полуострова на Украине является очень низкой. |
|                                            | Ящерица Линдхольма                  | Darevskia lindholmi Lantz et Cyrén, 1913              | Эндемик Крыма. Встречается на всей территории Горного Крыма от перешейка мыса Херсонес (Севастополь) до мыса Ильи (Феодосия). Горно-лесной вид, предпочитающий скальные обнажения и обрывы. Северная граница распространения проходит через Бахчисарай, Симферополь и село Вишенное в северных окрестностях Белогорска. Изолированные популяции обитают в долине реки Альма, на мысе Киик-Атлама и скалах-островках Адалары напротив Гурзуфа, на южном побережье рифового мыса Алчак, на останцовых горках Отлу-Кая (Дырковатая) и Мулла-Гассан-Кая (Медовая). Вид отсутствует в наиболее аридных местностях Юго-Восточного побережья. В горы поднимается до 1300 м над уровнем моря. Предпочитает светлые леса и скалисто-каменистые редколесья, яйлы и голые вершины гор, галечные пляжи с обломками скал. Заселяет дорожные укрепления и различные руины. Встречается в крупных городах поблизости от старых парков и на заросших кустарником каменистых склонах. |
|                                            | Ящерица прыткая                     | Lacerta agilis Linnaeus, 1758                         | Самая многочисленная ящерица фауны Украины. Вид распространён на территории вcей страны, кроме юга Крыма. На Украине обитает 4 подвида: западный — Lacerta agilis agilis (Закарпатье, Галичина и Правобережное Полесье); черноморский — Lacerta agilis еuхiniса (приморская полоса от устья Дуная до Нижнеднепровской песчаной арены, граница ареала проходит по линии Цюрупинск — Скадовск); южный — Lacerta agilis chersonensis (Киевское Полесье, правобережные Лесостепь и Степь) и восточный — Lacerta agilis exigua (Левобережная Украина). Вид населяет самые разнообразные биотопы всех ландшафтных зон, успешно осваивает агроландшафты. |
|                                            | Ящерица стенная                     | Podarcis muralis (Laurenti, 1768)                     | На территории Украины впервые вид был обнаружен в 2012 году на территории торгового порта Рени (Одесская область). Найденная популяция населяет дамбу в непосредственной близости от поста Дунайской гидрометеобсерватории и элеватора порта. Причиной появления популяции, вероятно, мог быть случайный завоз с грузами из Румынии по Дунаю из Нижнедунайской низменности или Добруджи. Расстояние от Рени до ближайшей известной точки обитания вида в румынском Подунавье составляет 84 км. Вторая популяция найдена на насосной станции на северо-западом берегу озера Кагул в 4,5 км от Рени. Вид населяет индустриальные ландшафты на небольшом удалении от воды. |
|                                            | Ящурка разноцветная                 | Eremias arguta Pallas, 1773                           | Встречается в степной и лесостепной зонах южной и центральной Украины. Северная граница проходит по линии Черкассы — Канев. Обитает преимущественно на песчаных почвах, на пляжах и морских дюнах, в речных долинах и других местностях с песчаной почвой и с редкой сухолюбивой растительностью. Вид включён в Международный красный список МСОП со статусом , как вид, близкий к уязвимому положению. |
| Подотряд Змеи (Serpentes)                  |                                     |                                                       | |
| Семейство Гадюковые (Viperidae)            |                                     |                                                       | |
|                                            | Гадюка обыкновенная                 | Vipera berus Linnaeus, 1758                           | Встречается в Полесье, лесостепи, Карпатах и некоторых восточных регионах. Отсутствует на Закарпатской низменности. Обитает в широколиственных, хвойных и смешанных лесах, вблизи полян, на пойменных лугах в долинах рек и озёр на границе с лесами, на вырубках, холмах, поросших кустарником, на обочинах дорог, вдоль берегов мелиоративных каналов. Вид распространён неравномерно в зависимости от наличия пригодных для зимовки мест. |
|                                            | Гадюка Никольского                  | Vipera nikolskii Vedmederja, Grubant & Rudajewa, 1986 | Долгое время таксон рассматривался, как чёрная морфа обыкновенной гадюки, на основании того, что во всех популяциях последней встречается определённый процент особей-меланистов. Впоследствии, после изучения морфологии и экологии, таксону был придан видовой статус. Однако ряд зарубежных и некоторые отечественные герпетологи склонны рассматривать её в качестве подвида обыкновенной гадюки. На Украине распространён в лесостепной зоне Черкасской, Днепропетровской, северной части Одесской, юга Сумской областей. Также местами в Донецкой и Луганской областях. Населяет широколиственные, иногда смешанные леса, преимущественно на водоразделах и по высоким берегам рек, иногда встречается в пойменных лесах. |
|                                            | Гадюка степная                      | Vipera renardi (Christoph, 1861)                      | На Украине населяет крайний юг Лесостепи и Степь. Бо́льшая часть известных находок вида приходилось на Левобережье и Крым, но в первой половине XX века он также отмечался в Правобережье, где изначально встречался реже и был сравнительно немногочисленным. В Крыму степная гадюка обитает близ южной и западной границ ареала и населяет почти всю равнину (кроме наиболее засушливых участков побережий Керченского и Тарханкутского полуостровов), центральное и восточное предгорье и северный макросклон Главного хребта. Из Горного Крыма (типовая местность: горный массив Чатырдаг) описан подвид Vipera renardi puzanovi Kukuskin, 2009. Встречается на юге лесостепи, в степях. Предпочитает засушливые места (каменистые склоны, песчаные места, кустарниковую и степную растительность). Также змеи попадаются на лесных полянах и в лесополосах. Современное распространение вида на Украине является спорадическим. Вид включён в Международный красный список МСОП со статусом , как уязвимый вид. |
| Семейство Ужеобразные (Colubridae)         |                                     |                                                       | |
|                                            | Медянка обыкновенная                | Coronella austriaca Laurenti, 1768                    | Распространена на всей территории Украины, однако плотность популяций крайне низкая. На большей части территории страны вид встречается спорадически, в Карпатах и Горном Крыму — довольно часто, где он встречается до высоты 1381 и 1200 м над уровнем моря соответственно. Встречается в различных биотопах: на лесных полянах и опушках, среди редколесья, в долинах рек. |
|                                            | Полоз каспийский                    | Dolichophis caspius (Gmelin, 1789)                    | Распространён в степной зоне и в Крымских горах, где поднимается до высоты 1000 м над уровнем моря. Охотно заселяет антропогенные биотопы, особенно каменистые пастбища, заброшенные карьеры, руины, может встречаться в байрачных лесах, долинах рек, населённых пунктах. |
|                                            | Полоз леопардовый                   | Zamenis situla Linnaeus, 1758                         | Распространён на южном берегу Крыма от Севастополя до Феодосии, а также в прогреваемых солнцем местностях в пределах Главной и Внутренней гряд Крымских гор, где обитает на высотах до 600—750 м над уровнем моря. Предпочитает засушливые биотопы: каменистые склоны и россыпи, сухие овраги. Охотно заселяет руины в пределах населённых пунктов. |
|                                            | Полоз палассов                      | Elaphe sauromates Pallas, 1811                        | Обитает в степной зоне (кроме её северной части) и в горах Крыма. Встречается спорадически, в Присивашье и на Керченском полуострове — гораздо чаще. Обитает в растительных зарослях, песчаных и каменистых местностях, на опушках, около речных пойм, в пойменных лесах, на крутых береговых склонах. |
|                                            | Полоз узорчатый                     | Elaphe dione Pallas, 1773                             | Один из самых редких видов пресмыкающихся в фауне Украины. В настоящее время спорадически встречается только на востоке степной зоны. Достоверные находки известны из Харьковской, Запорожской, Донецкой и Луганской областей. Обитает в степной местности, среди кустарников, редколесья, вблизи речных пойм и болот. Также может встречаться в антропогенных биотопах: садах и виноградниках, или вблизи них. |
|                                            | Полоз эскулапов                     | Zamenis longissimus Laurenti, 1768                    | На Украине встречается спорадически в западных областях, в районах, расположенных рядом с Молдовой; спорадически и локально отмечен в Тернопольской и Николаевской областях. Ранее известен в Черновицкой, Винницкой, Одесской и Кировоградской областях. В Карпатаx живёт в буковых и хвойных лесах. Также предпочитает речные долины и лесистые предгорья. Охотно заселяет руины и заброшенные здания, случается в населенных пунктах. |
|                                            | Уж водяной                          | Natrix tessellata Laurenti, 1768                      | Встречается в степной и меньше — в лесостепной зонах (Крым, центр и юг Украины, Закарпатье), на побережье Чёрного и Азовского морей, в лиманах, Каховское водохранилище. Некоторые авторы выделяют подвид Natrix tessellata heinrothi (Hecht, 1930) с острова Змеиный в Чёрном море. Обитает в основном в различных водоёмах. На суше встречается во время миграции в другие водоёмы. |
|                                            | Уж обыкновенный                     | Natrix natrix Linnaeus, 1758                          | Распространён по всей Украине. Самый многочисленный и широко распространённый вид змей на территории страны. Преимущественно встречается по берегам различных водоёмов (включая водоёмы с обрывистыми берегами), на низменных лугах среди лесных массивов, по краям низинных болот, на старых заросших вырубках, в пойменных кустарниках и дубравах, на участках малых рек и мелиоративных каналов. Нередко попадается в населённых пунктах. |

## Комментарии
1. ↑  Бо́льшая часть Крымского полуострова  является объектом территориальных разногласий между Россией, контролирующей спорную территорию, и Украиной, в пределах признанных большинством государств — членов ООН границ которой спорная территория находится. Согласно федеративному устройству России, на спорной территории Крыма располагаются субъекты Российской Федерации — Республика Крым и город федерального значения Севастополь. Согласно административному делению Украины, на спорной территории Крыма располагаются регионы Украины — Автономная Республика Крым и город со специальным статусом Севастополь.
2. ↑  В кладистической классификации пресмыкающиеся в традиционном объёме также известны как «нептичьи завропсиды», или «нептичьи рептилии». Остальные представители клады завропсид, или рептилий, зарегистрированные на территории Украины, перечислены в статье Список птиц Украины.
3. ↑  Этот геккон, под названием Tenuidactylus fedtschenkoi, был описан в Одессе в 2012 году. Однако в 2013 году была произведена ревизия рода (Назаров Р.А., Поярков Н.А. Таксономическая ревизия рода Tenuidactylus Szczerbak et Golubev 1984 (Reptilia, Squamata, Gekkonidae) с описанием нового вида из Средней Азии // Зоологический журнал. — Москва: Наука, 2013. — Т. 92, № 11. — С. 1312—1332.), которая привела к описанию нового вида — Tenuidactylus bogdanovi  Nazarov & Poyarkov, 2013. Авторы ревизии считают, что именно этот новоописанный вид встречается в Одессе